# Antonin (Sieradz)
Pour les articles homonymes, voir Antonin.
Antonin est une localité polonaise de la gmina de Burzenin, située dans le powiat de Sieradz en voïvodie de Łódź.